# حیاط بیرونی (قلعه)

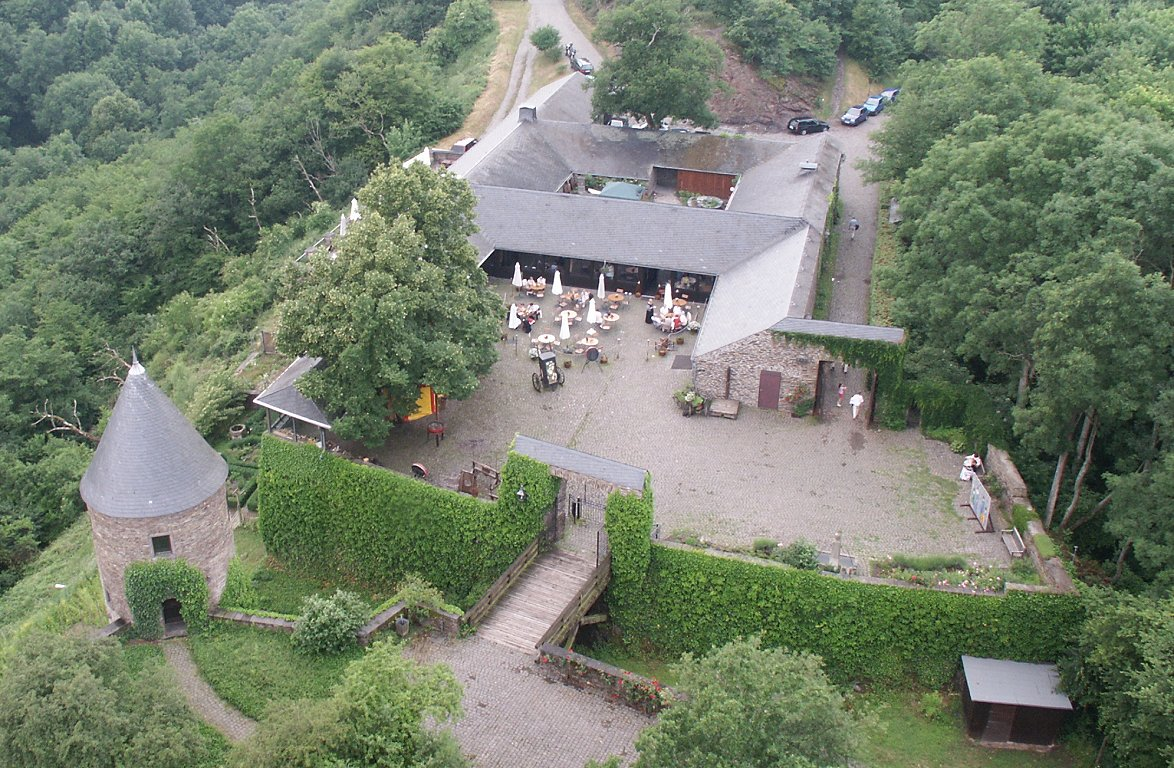
حیاط بیرونی قلعه پیرمونت

حیاط بیرونی محوطه دفاعی بیرونی قلعه است. این ناحیه از حیاط درونی محافظت می‌کند، و اغلب شامل آن ساختمان‌هایی می‌باشد که برای مدیریت قلعه و تأمین نیازهای کارکنان به کار می‌رود. این ساختمان‌های داخلی می‌توانست شامل کارگاه و اصطبل دام‌ها باشند. انبارهایی مانند انبار کاه، آلونک و انبار غله همانند مکان زندگی خدمتکارانی از قبیل ندیمه‌ها و کشاورزان و حتی دژبان‌ها در این قسمت واقع بودند. همچنین در اغلب اوقات، کارخانه آبجوسازی، نانوایی و آشپزخانه (اگر در تالار نمی‌بودند) در این محوطه قرار داشتند. در انگلستان اغلب به حیاط بیرونی، «دربار پایه» گفته می‌شد. با توجه به توپوگرافی، همچنین این امکان وجود داشت که به آن حیاط پایینی گفته شود، زیرا برجک دفاعی در حیاط بالایی قرار داشت. قلعه چپستو دارای حیاط پایینی، متوسط و بالایی است.